# Eyesberg
Eyesberg ist eine deutsch-britische Progressive-Rock-Formation. Maßgebliche musikalische Einflüsse waren Bands wie Genesis, Camel, Jethro Tull und Anyone’s Daughter.

## Geschichte / Rezeption
Aus der Schülerband Union Pacific ging nach einigen personellen Wechseln 1978 die Band Eyesberg hervor. Eyesberg bestand damals aus Georg Alfter (Gitarre), Michael Buchner (Schlagzeug), Thomas Klarmann (Bass, Querflöte) und Norbert Podien (Keyboard). Malcolm Shuttleworth (Gesang), aus Manchester stammend, stieß 1980 dazu. In den Jahren 1980–1983 tourte die Band ausgiebig im süddeutschen Raum, speziell im Rhein-Main-Gebiet.
Nach dem Ausscheiden von Thomas Klarmann (heute: Argos) und von Malcolm Shuttleworth und nach zahlreichen erfolglosen Versuchen beide Band-Mitglieder angemessen zu ersetzen, löste sich Eyesberg 1987 auf.
Seit Beginn des neuen Jahrtausends arbeiteten Georg Alfter, Norbert Podien und Malcolm Shuttleworth wieder an neuen Songs; darüber hinaus wandten sie sich dem alten Eyesberg-Material zu, das seinerzeit nicht professionell aufgenommen und veröffentlicht wurde. Eine Möglichkeit zur Veröffentlichung bot sich dann über das Label Progressive Promotion Records. Im Oktober 2014 erschien das Album Blue, das ausschließlich Neuaufnahmen und Überarbeitungen von Stücken aus der Phase von 1980 bis 1983 enthält. Titel wie Epitaph, Closed Until the Resurrection, Feed Yourself sind dem Genre des Progressive Rock zuzurechnen, während Songs wie in Inquisitive oder Porcelain eher (Pop-) Rock-Elemente aufweisen. Die Einspielung der Drums übernahm Ulf Jacobs (Argos).
Blue...ist klassischer Progressive- / Artrock mit sehr melodischen Versatzstücken auf technisch neustem Stand produziert. Vor allem aber die herrlichen Melodien und der proggige Gesang machen aus der Veröffentlichung ein Highlight.

„Highly melodic and easy-listening tunes, where the progginess comes more from frequent breaks and tempo and section changes rather than odd time signatures per se or technicality show-offs. ... Guitars are Rothery / Latimer influenced, melodic and never too distorted. Soloing by guitar and keys are often more melodic lines rather than traditional rock soloing. Flute sounds are frequently used, even in some uptempo sections, giving some Camel-esque or Quidam-esque vibe... The tracks contain a variety of tempos and dynamic patterns and they are well arranged in terms of sequence so the complete album has a nice dynamic flow. ...“

Das zweite Album Masquerade wurde im November 2016 veröffentlicht. Es enthält ausschließlich neues Material. Mit Masquerade knüpft die Band stilistisch an das Vorgängeralbum an, verfolgt aber – u. a. mit dem Instrumentalstück Storm Flood oder dem 18-minütigen Longtrack Wait And See – konsequent die Richtung des Progressive Rock. Der ehemalige Schlagzeuger, Michael Buchner, der lange Zeit als Tontechniker und Produzent arbeitete, sorgte für den kraftvollen und zugleich transparenten Sound des Albums. Für die Einspielung der Drums konnte Jimmy Keegan (Pattern Seeking Animals / ex-Spock’s Beard) gewonnen werden.

„Musikalisch bleiben Eyesberg bei der Linie, die sie schon bei ihrem ‚Debüt‘ beschritten haben. Kraftvoller Neoprog mit wirbelnden Tastenklängen, großen Flächen und Teppichen, euphorischen Gitarrenparts über einem soliden Rhythmusfundament. Dabei ist gerade Keegans druckvolles Drumming ein echter Pluspunkt, der den Stücken das nötige Feuer verleiht... Gute Melodien, gut arrangierte Stücke, musikalisch kompetent dargeboten, Eyesberg liefern mit „Masquerade“ ein gelungenes Genre-Werk ab. Das macht Spaß und unterhält sehr gut."“

Im Jahr 2020 arbeiteten Eyesberg an ihrem dritten Album – einem Konzeptalbum mit dem Titel Claustrophobia. Claustrophobia ist ein musikalisches Psychogramm des Malers Vincent van Gogh. Drums und Percussion wurden erneut von Jimmy Keegan eingespielt. Jimmy Keegan zeichnete ebenso für das Mixing und das Mastering verantwortlich.

## Stil
Die Musik von Eyesberg ist melodiös, sinfonisch, orchestral. Charakteristisch sind elegische Gitarrenlinien, komplexe Keyboardtexturen, der Einsatz der (digital aufgenommenen) Querflöte als weiteres Melodieinstrument sowie der Wechsel von Takten.

## Diskografie

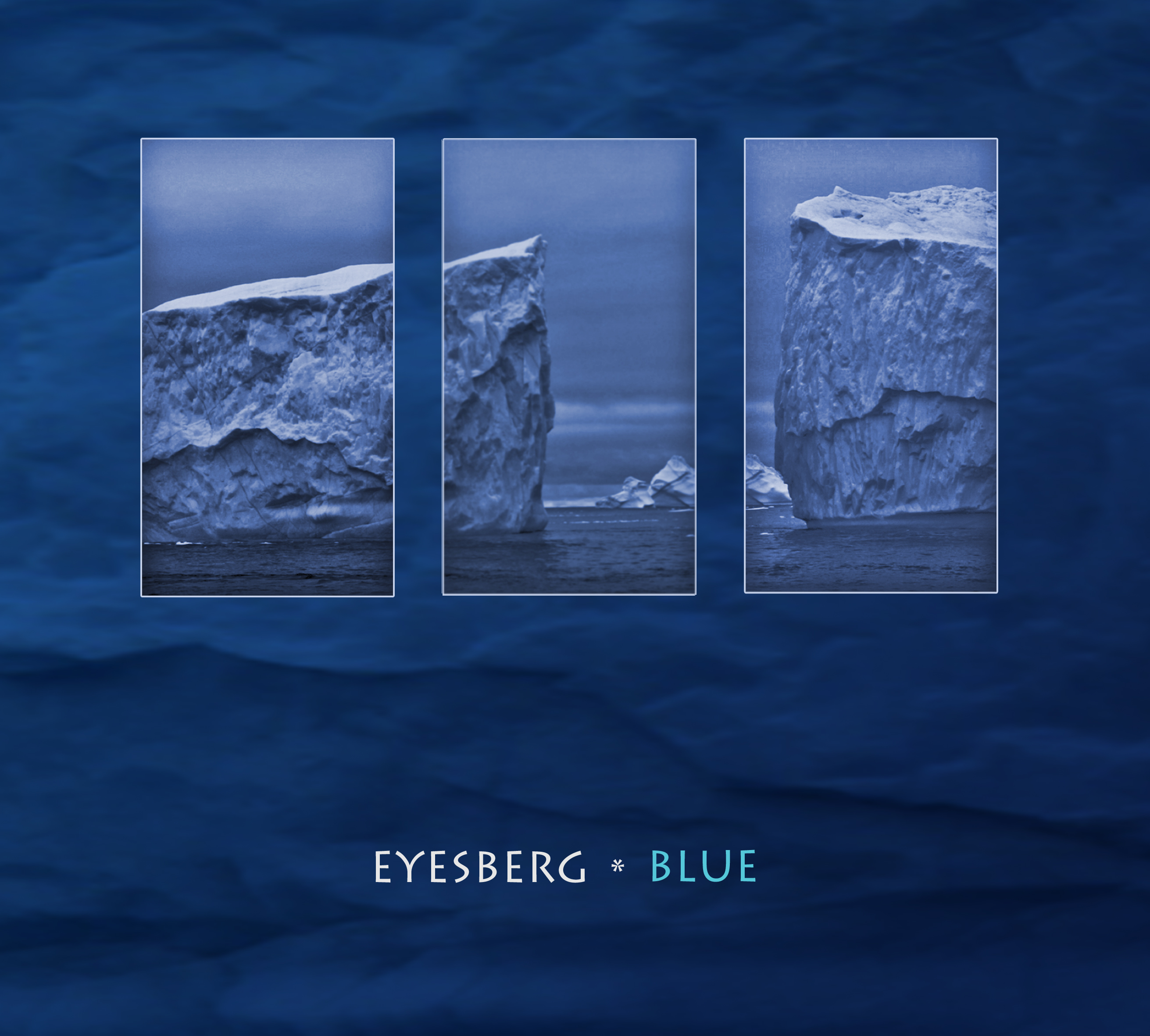
Cover des Albums Blue

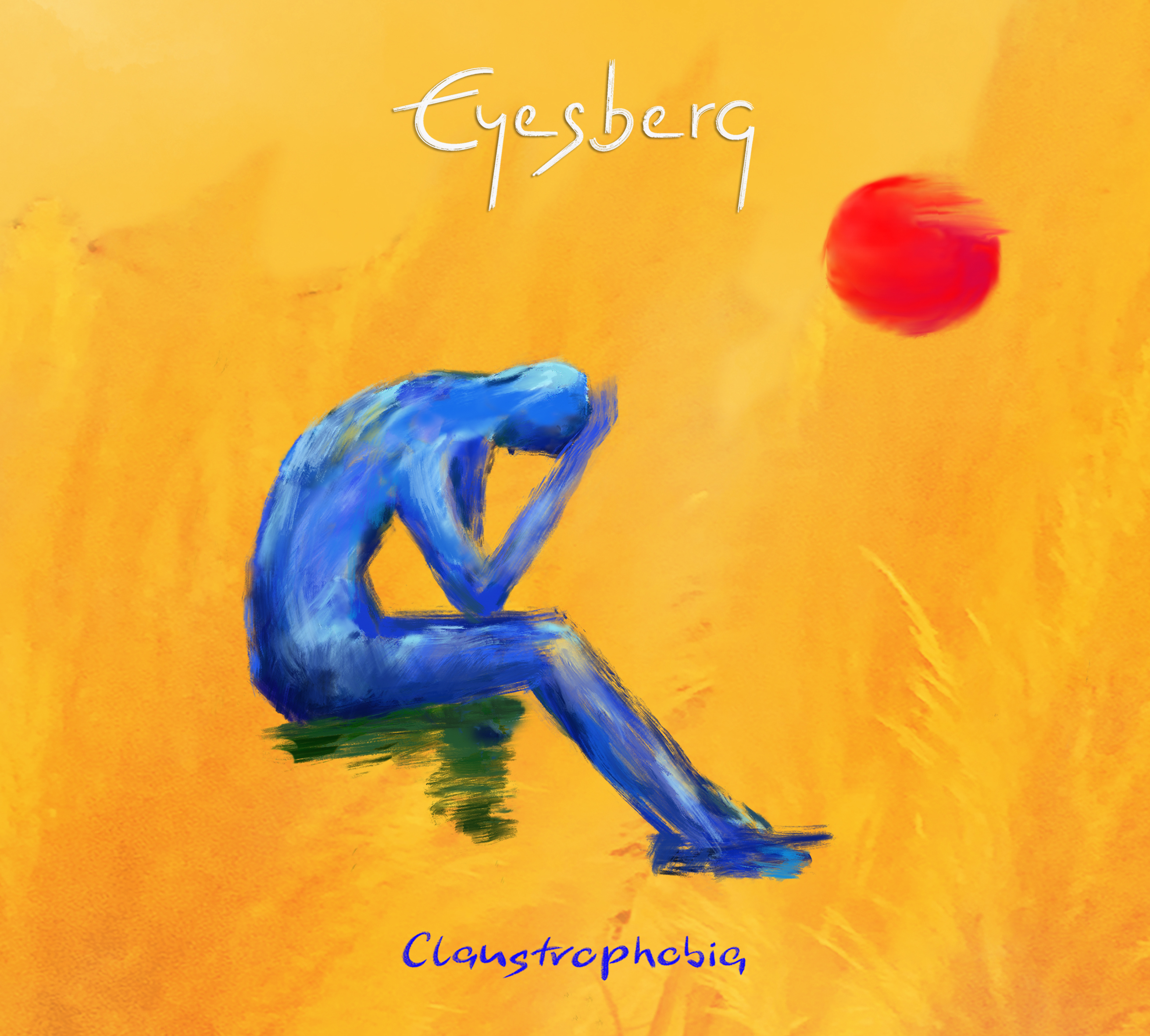
Cover des Albums Claustrophobia

Alben
- 2014: Blue
- 2016: Masquerade
- Cover des Albums Claustrophobia2021: Claustrophobia